# Lémagara
Lémagara est une localité située dans le département de Dakoro de la province du Léraba dans la région des Cascades au Burkina Faso.